# Pseudomyromeus insignatus
Pseudomyromeus insignatus is een keversoort uit de familie boktorren (Cerambycidae). De wetenschappelijke naam van de soort is voor het eerst geldig gepubliceerd in 1915 door Heller.